# Rio da Esperança
Der Rio da Esperança ist ein etwa 58 km langer rechter Nebenfluss des Rio Ivaí im Norden des brasilianischen Bundesstaats Paraná.

## Etymologie und Geschichte
Der Flussname bedeutet auf Deutsch Fluss der Hoffnung.

## Geografie

### Lage
Das Einzugsgebiet des Rio da Esperança befindet sich auf dem Terceiro Planalto Paranaense (Dritte oder Guarapuava-Hochebene von Paraná).

### Verlauf
Sein Quellgebiet liegt im Munizip Nova Esperança auf 529 m Meereshöhe am Südabhang der Serra do Lagarto. Der Ursprung liegt etwa 4 km südlich der Stadtmitte in der Nähe der BR-376 (Rodovia do Café).
Der Fluss verläuft in südwestlicher Richtung. Er fließt im Munizip São Carlos do Ivaí von rechts in den Rio Ivaí. Er mündet auf 260 m Höhe. Die Entfernung zwischen Ursprung und Mündung beträgt 35 km. Er ist etwa 58 km lang.

### Munizipien im Einzugsgebiet
Am Rio da Esperança liegen die vier Munizpien Nova Esperança, Presidente Castelo Branco, Floraí und São Carlos do Ivaí.

### Zuflüsse
links:
- Côrrego Água dos Patos
- Côrrego Biguá
- Côrrego Aguá do Toledo
- Côrrego dos Uapes
- Côrrego do Urano
- Côrrego Aratu
- Côrrego Goliá
- Côrrego Gurupá

rechts:
- Côrrego do Casado
- Côrrego do Ivaí
- Côrrego Taquaritunga
- Côrrego da Alda
- Côrrego Caju
- Ribeirão do Ouro Verde.[3]